# بحيرة بنشعي
تقع بحيرة بنشعي في شمال لبنان في قضاء زغرتا وتبعد حوالي الساعة والنصف عن العاصمة بيروت وعشرة دقيقة عن بلدة زغرتا مركز القضاء، وهي بحيرة اصطناعية اشرف على بنائها وتمويلها سليمان فرنجية الذي إتخذ من قرية بنشعي منزلاً له في فصل الشتاء.

## مواصفاتها
في 25 تموز (يوليو) 1998 افتتحت البحيرة - السدّ بعمق 18 متراً وطول 600 متر وعرض 200 متر وتستوعب حوالى 700 ألف متر مكعب من المياه. ومع مرور الأيام تحولت بحيرة بنشعي وضفافها إلى وجهة سياحية تنتشر حولها المقاهي، وهي من المحميات الطبيعية اللبنانية. تسبح فيها طيور الإوز والبط، وتحتوي على مئات النواع من الاسماك.